# Xylopia densiflora
Xylopia densiflora är en kirimojaväxtart som beskrevs av Robert Elias Fries. Xylopia densiflora ingår i släktet Xylopia och familjen kirimojaväxter. Inga underarter finns listade i Catalogue of Life.